# NGC 976

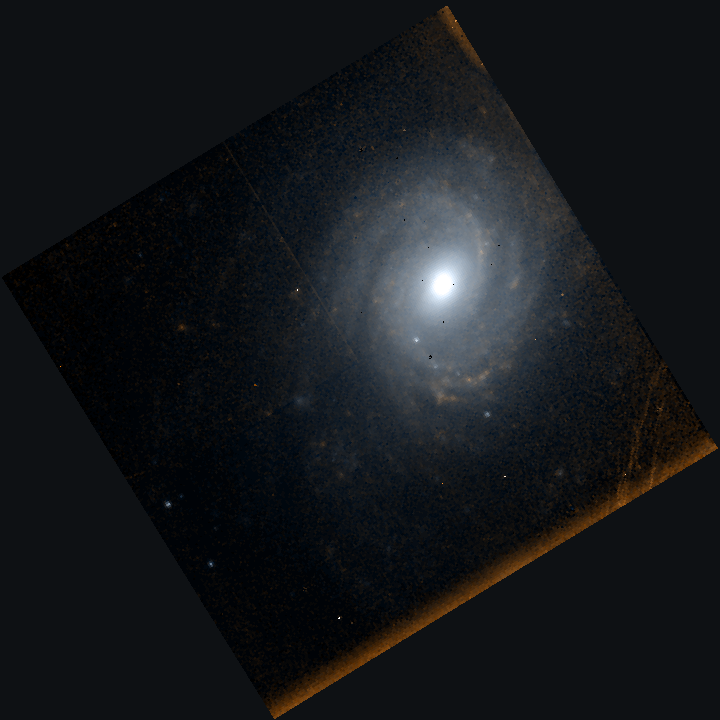
NGC 976 par le télescope spatial Hubble.

NGC 976 est une galaxie spirale située dans la constellation du Bélier. NGC 976 a été découverte par l'astronome allemand Wilhelm Tempel en 1876.

## Caractéristiques
Sa vitesse par rapport au fond diffus cosmologique est de 4 061 ± 16 km/s, ce qui correspond à une distance de Hubble de 59,9 ± 4,2 Mpc (∼195 millions d'al).
À ce jour, 17 mesures non basées sur le décalage vers le rouge (redshift) donnent une distance de 50,294 ± 5,398 Mpc (∼164 millions d'al), ce qui est tout juste à l'extérieur des valeurs de la distance de Hubble.
La classe de luminosité de NGC 976 est III et elle présente une large raie HI.

## Supernova
La supernova SN 1999dq a été découverte dans NGC 976 dans la nuit du 2 au 3 septembre 1999 par W. D. Li  de l'université de Californie à Berkeley dans le cadre du programme LOSS (Lick Observatory Supernova Search) de l'observatoire Lick,. Cette supernova était de type Ia. Cette supernova a fait l'objet de plusieurs publications.

## Groupe de NGC 976
NGC 976 est la galaxie l'une des galaxies les plus brillantes d'un groupe de galaxies qui porte son nom. Selon A.M. Garcia, le groupe de NGC 976 renferme 11 galaxies. Ce sont les galaxies IC 1797, IC 1801, NGC 924, NGC 930 (en réalité NGC 932), NGC 935, NGC 938, NGC 976, UGC 1965, UGC 2032, UGC 2064 et MCG 3-7-13. Quatre de ces 12 galaxies sont également inscrites dans un article d'Abraham Mahtessian paru en 1998. Il s'agit de NGC 924, NGC 930 (=NGC 932), NGC 935 et NGC 938. La 12e galaxie est NGC 992. En effet selon le même article de Mahtessian, NGC 976 et NGC 992 forment une paire de galaxies. Les données confirment ce fait et NGC 992 devrait donc être incluse dans le groupe de NGC 976.